# Louis de Mas Latrie
Louis de Mas Latrie (Castelnaudary, 9 aprile 1815 – Parigi, 3 gennaio 1897) è stato un medievista, diplomatista e paleografo francese.

## Biografia
Dopo gli studi presso l'École nationale des chartes, Louis de Mas Latrie diventò uno storico e specializzato nel periodo del Medioevo. Fece diversi viaggi a Cipro ed è considerato il fondatore della storia e dell'archeologia della città.
Nel 1848, succedette a Jacques-Joseph Champollion come docente di diplomatica fino al suo pensionamento avvenuto nel 1885 presso l'École des chartes. Poi gli succedette, per due anni, Arthur Giry che era anche suo assistente.
Fu eletto membro dell'Académie des inscriptions et belles-lettres nel 1885. Fu anche membro del Comité des travaux historiques et scientifiques e della Société de l'histoire de France. Le sue opere vinsero numerosi premi, tra cui il premio dell'Académie des Inscriptions et Belles-Lettres nel 1843, una medaglia per lo studio delle Antichità nazionali nel 1850 e due Gran Premi Gobert nel 1862 e 1878.
Nel 1841, sposò Pauline Rendu, la nipote di Ambroise Rendu, dalla quale ebbero quattro figli. Vedovo nel 1862, si risposò tre anni dopo con Julie Anne Chauvet, anche lei vedova. Nel 1875, Papa Pio IX concesse a Louis Mas Latrie il titolo di conte. 
Suo figlio maggiore, René de Mas Latrie (1844-1904), un ex studente della Ecole des Chartes, pubblicò nel 1875 un'opera intitolata Du Droit de marque ou droit de représailles au Moyen Age. Una delle nipoti di Luis de Mas Latrie, Anne (1878-1946), sposò il polemista monarchico Roger Lambelin.

## Opere principali
- 1840: Notice historique sur la paroisse de St Etienne-du-Mont, ses monuments et établissements anciens et modernes, suivie des offices propres à l'usage de la même paroisse
- 1840: Chronologie historique des papes, des conciles généraux et des conciles des Gaules et de France...
- 1852–1861: Histoire de l'île de Chypre sous le règne des princes de la maison de Lusignan
- 1853: Dictionnaire des manuscrits ou Recueil de catalogues de manuscrits existants dans les principales bibliothèques d'Europe concernant plus particulièrement les matières ecclésiastiques et historiques
- 1854: Dictionnaire de paléographie, de cryptographie, de dactylologie, d'hiéroglyphie, de sténographie et de télégraphie
- 1862: Fac-simile des miniatures contenues dans le bréviaire Grimani conservé à la bibliothèque de St Marc, exécuté en photographie par Antoine Perini, avec explications de François Zanotto et un texte français de M. Louis de Mas Latrie
- 1865: Traités de paix et de commerce et documents divers concernant les relations des chrétiens avec les Arabes de l'Afrique septentrionale au moyen âge : recueillis par ordre de l'empereur et publiés avec une introduction historique
- 1878: De quelques seigneuries de Terre-Sainte
- 1879: Les Comtes de Jaffa et d'Ascalon du XIIe au XIXe siècle
- 1888: Les Rois de Serbie
- 1894: Les Seigneurs d'Arsur en Terre Sainte